# La Victoria (Texas)
La Victoria es un lugar designado por el censo ubicado en el condado de Starr en el estado estadounidense de Texas. En el Censo de 2010 tenía una población de 171 habitantes y una densidad poblacional de 216,47 personas por km².

## Geografía
La Victoria se encuentra ubicado en las coordenadas 26°20′52″N 98°37′46″O / 26.34778, -98.62944. Según la Oficina del Censo de los Estados Unidos, La Victoria tiene una superficie total de 0,79 km², de la cual 0,79 km² corresponden a tierra firme y (0 %) 0 km² es agua.

## Demografía
Según el censo de 2010, había 171 personas residiendo en La Victoria. La densidad de población era de 216,47 hab./km². De los 171 habitantes, La Victoria estaba compuesto por el 98,83 % blancos, el 0 % eran afroamericanos, el 0 % eran amerindios, el 0 % eran asiáticos, el 0 % eran isleños del Pacífico, el 0 % eran de otras razas y el 1,17 % pertenecían a dos o más razas. Del total de la población el 97,08 % eran hispanos o latinos de cualquier raza.